# ماسكوت
ماسكوت (بالإنجليزية: Mascotte)‏ هي مدينة أمريكية تقع في ولاية فلوريدا. تبلغ مساحة هذه المدينة 7.3 (كم²)،ويبلغ عدد سكانها 2687 نسمة حسب إحصاء سنة 2010 م 2687.تشير إحصاءات سنة 2000م بأن الكثافة السكانية في هذه المدينة تقدر بـ(368.1) نسمة/كم2 